# Лали, Мирза Али
Мирза Али Лали (азерб. Mirzə Əli Ləli; 1845, Эривань, Эриванский уезд, Кавказский край, Российская империя — 1907, Тифлис, Тифлисский уезд, Российская империя) — азербайджанский поэт второй половины XIX века.

## Биография
Мирза Али Лали родился в 1845 году в Эривани. В 20 лет он вместе с семьёй переехал в Тебриз. Там Мирза Али получал образование в медресе и научился арабскому и персидскому языкам, параллельно с этим занимался торговлей вместе с отцом. Он открыл парфюмерию в Тебризе и позже работал провизором. После смерти отца Лали бросил торговлю и посвятил себя медицине. Для этого поэт отправился на учёбу в Тегеран. Позже он закончил медицинский факультет в Стамбуле и, получив степень доктора, вернулся в Тебриз. В Тебризе Мирза Али стал личным врачом принца Мозафереддина Мирзы.
Через некоторое время он отправился в Тегеран, и, сблизившись с Насреддин шахом, вместе с ним отправился в Европу. После этого поэт начал путешествовать и вновь отправился в Европу, Стамбул и Египет. В период правления Мозафереддин шаха Мирза Али получил звание «Шамсул-хукама». В последний раз когда Лали отправился в Стамбул, некоторое время прожил там. Он познакомился с послом Каджаров в Стамбуле — принцем Арауддовла. Из-за хронического бронхита погода города не подходила Мирза Али, и по рекомендации врачей, он переехал в Тифлис. Во время армяно-азербайджанской резни в 1906 году поэт отправился в Тебриз. Там он оказал идейную поддержку Конституционной революции. Скончался Мирза Али Лали в 1907 году в Тифлисе.

## Творчество
Лали начал свой творческий путь ещё с ранних лет. Он написал юмористические произведения в своём стиле. Его анекдоты были распространены среди всего народа. Поэт использовал художественные фабулы, которые стали известны среди его современников. Во время своей поездки в Европу вместе с Насреддин шахом он написал в честь этого маснави. Диваны Мирза Али на азербайджанском и персидском языках несколько раз издавался в Тебризе. Они состоят из множества маснави, газелей, касыд, рубаи, бейтов и новха.